# Società Sportiva Giarre 1986-1987
Questa pagina raccoglie le informazioni riguardanti la Società Sportiva Giarre nelle competizioni ufficiali della stagione 1986-1987.

## Rosa
| N. |                   | Ruolo | Calciatore             |
| -- | ----------------- | ----- | ---------------------- |
|    | Italia (bandiera) | D     | Armando Biviano        |
|    | Italia (bandiera) | D     | Giuseppe Bonanno       |
|    | Italia (bandiera) | C     | Raffaele Di Napoli     |
|    | Italia (bandiera) | C     | Nicola Dolce           |
|    | Italia (bandiera) | A     | Alfio Dovara           |
|    | Italia (bandiera) | A     | Marco Fabrizi          |
|    | Italia (bandiera) | C     | Crescenzo Izzo         |
|    | Italia (bandiera) | D     | Pasquale Marrazzo      |
|    | Italia (bandiera) | C     | Michelangelo Matarazzo |
|    | Italia (bandiera) | P     | Leonardo Pellegrino    |

| N. |                   | Ruolo | Calciatore        |
| -- | ----------------- | ----- | ----------------- |
|    | Italia (bandiera) | A     | Marcello Pitino   |
|    | Italia (bandiera) | D     | Antonino Praticò  |
|    | Italia (bandiera) | C     | Giacomo Salpietro |
|    | Italia (bandiera) | A     | Franco Saporito   |
|    | Italia (bandiera) | C     | Angelo Sciuto     |
|    | Italia (bandiera) | P     | Francesco Sestito |
|    | Italia (bandiera) | P     | Amedeo Spadaro    |
|    | Italia (bandiera) | C     | Michele Tomasino  |
|    | Italia (bandiera) | C     | Francesco Parisi  |